# Liste der Flughäfen in Angola

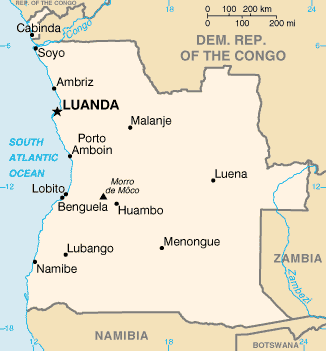
Karte Angolas

Die Liste der Flughäfen Angolas enthält die Flughäfen des südwestafrikanischen Landes Angola, sortiert nach Ort. Fettgedruckte Flughafenbezeichnungen zeigen an, dass der betreffende Flughafen planmäßigen Passagierverkehr durch eine kommerzielle Fluggesellschaft hat.
| Name des Flughafens          | zugehörige Stadt                | Provinz     | ICAO-Code | IATA-Code | Start- und Landebahn in Metern |
| ---------------------------- | ------------------------------- | ----------- | --------- | --------- | ------------------------------ |
| Flughafen Ambriz             | Ambriz                          | Bengo       | FNAM      | AZZ       | 1790                           |
| Flughafen Andulo             | Andulo                          | Bié         |           | ANL       |                                |
| Flughafen Benguela           | Benguela                        | Benguela    | FNBG      | BUG       | 1620 × 30,5                    |
| Flughafen Cabinda            | Cabinda                         | Cabinda     | FNCA      | CAB       | 2500 × 30                      |
| Flughafen Cafunfo            | Cafunfo                         | Lunda Norte | FNCF      | CFF       | 2500                           |
| Flughafen Camaxilo           | Camaxilo                        | Lunda Norte | FNCX      | CXM       | 1800                           |
| Flugplatz Cangamba           | Cangamba                        | Moxico      |           | CNZ       | 1960                           |
| Flughafen Catoca             | Catoca                          | Lunda Sul   |           |           |                                |
| Flughafen Catumbela          | Catumbela                       | Benguela    | FNCT      | CBT       | 3700 × 30                      |
| Flughafen Cazombo            | Cazombo                         | Moxico      | FNCZ      | CAV       | 1900                           |
| Flugplatz Chitato            | Chitato                         | Lunda Norte | FNCH      | PGI       | 1800                           |
| Flughafen Cuito Cuanavale    | Cuito Cuanavale                 | Cuando      | FNCV      | CTI       |                                |
| Flugplatz Dirico             | Dirico                          | Cuando      |           | DRC       |                                |
| Flughafen Dundo              | Dundo                           | Lunda Norte | FNDU      | DUE       | 1971 × 24,5                    |
| Flughafen Huambo             | Huambo                          | Huambo      | FNHU      | NOV       | 2660 × 45                      |
| Flughafen Kapanda            | Capanda                         | Malanje     | FNCP      | KNP       | 2000 × 42,5                    |
| Flughafen Kuito              | Kuito                           | Bié         | FNKU      | SVP       | 2500 × 30                      |
| Flughafen Lobito             | Lobito                          | Benguela    | FNLB      | LLT       | 1500 × 30                      |
| Flughafen Luanda             | Luanda                          | Luanda      | FNLU      | LAD       | 3716 × 45                      |
| Angola International Airport | Luanda                          | Bengo       | FNBJ      | NBJ       | 4000 × 60                      |
| Flughafen Luau               | Luau                            | Moxico      | FNUA      | UAL       | 1400                           |
| Flughafen Lubango            | Lubango                         | Huíla       | FNUB      | SDD       | 2917 × 45                      |
| Flugplatz Lucapa             | Lucapa (Lukapa)                 | Lunda Norte | FNLK      | LBZ       |                                |
| Flughafen Luena              | Luena                           | Moxico      | FNUE      | LUO       | 2400 × 39,5                    |
| Flughafen Lumbala            | Lumbala (Lumbala N’guimbo)      | Moxico      |           | GGC       |                                |
| Flughafen Luzamba            | Luzamba (Cuango-Luzamba)        | Lunda Norte | FNLZ      |           | 1498 × 20                      |
| Flughafen Malanje            | Malanje (Malange)               | Malanje     | FNMA      | MEG       | 2220 × 30                      |
| Flughafen Maquela            | Maquela do Zombo                | Uíge        | FNMQ      |           | 1450                           |
| Flughafen Mbanza Congo       | M’banza Kongo (Mbanza Congo)    | Zaire       | FNBC      | SSY       | 1800 × 30                      |
| Flughafen Menongue           | Menongue                        | Cubango     | FNME      | SPP       | 3500 × 45                      |
| Flughafen Moçâmedes          | Moçâmedes                       | Namibe      | FNMO      | MSZ       | 2500 × 45                      |
| Flughafen Nzagi              | Nzagi                           | Lunda Norte | FNZG      |           | 1800 × 20,5                    |
| Flughafen N’Zeto             | N’Zeto                          | Zaire       | FNZE      | ARZ       | 0670                           |
| Flughafen Negage             | Negage                          | Uíge        | FNNG      | GXG       | 2400 × 30                      |
| Flughafen Ondjiva            | Ondjiva (Ongiva, Ngiva, N’giva) | Cunene      | FNGI      | VPE / NGV | 3243 × 29                      |
| Flughafen Porto Amboim       | Porto Amboim                    | Cuanza Sul  | FNPA      | PBN       | 1030 × 30                      |
| Flughafen Saurimo            | Saurimo                         | Lunda Sul   | FNSA      | VHC       | 3400 × 45                      |
| Flughafen Soyo               | Soyo                            | Zaire       | FNSO      | SZA       | 2090 × 53                      |
| Flughafen Sumbe              | Sumbe                           | Cuanza Sul  | FNSU      | NDD       | 0950 × 18,5                    |
| Flughafen Uíge               | Uíge                            | Uíge        | FNUG      | UGO       | 2000 × 17                      |
| Flughafen Waco Kungo         | Waku-Kungo (Waku Kungo)         | Cuanza Sul  | FNWK      | CEO       | 2000 × 42,5                    |
| Flughafen Xangongo           | Xangongo                        | Cunene      | FNXA      | XGN       | 2256 × 29,5                    |